# Find MySelf!
「Find MySelf!」（ファインド マイセルフ!）は荒井麻珠の1枚目のシングル。2020年1月8日にM MUSICから発売。

## 概要
- 荒井麻珠、活動開始後初のシングル。
- type A、Bの2形態でリリースされる。
- この発売を記念して全国各地でリリースイベントが開催される。
- 10月8日、「Find MySelf!」のMVと全楽曲の先行配信が開始。
- 1月7日付のオリコンデイリーランキングにて、初登場5位を記録。また、1月20日付週間オリコンランキングでは7位を記録した。

## 収録曲
全曲作詞・Junxix.

### type A
1. Find MySelf!
作曲・777、pw.a
2. still...
作曲・17、T-DOT、phoenix
3. アイスキャンディー
作曲・Junxix.

### type B
1. Find MySelf!
2. still...
3. いつか終わる人生の中で
作曲・Junxix.